# آناهیت سکویان
آناهید (آنا) واغارشاکی سکویان (ارمنی: Անահիտ (Աննա) Վաղարշակի Սեկոյան؛ انگلیسی: Anahit Sekoyan زادهٔ ۱۴ دسامبر ۱۹۲۲ - درگذشته ۲۵ نوامبر ۱۹۹۴)، نثرنویس اهل ارمنستان بود.

## زندگی‌نامه
وی در ۱۴ دسامبر ۱۹۲۲ در ایروان به دنیا آمد . وی در فرهنگستان دولتی تئاتر سوندوکیان و پیونر کانچ فعالیت می‌کرد. از سال ۱۹۵۱ عضو اتحادیه نویسندگان ارمنستان بود. وی برنده جوایزی همچون مدال کارگر ممتاز و مدال شجاعت کار شد. وی در ۲۵ نوامبر ۱۹۹۴ در سن سالگی در ایروان درگذشت.

## یادداشت
1. ↑  Պիոներ կանչ